# Erich Natusch
Erich Friedrich Wilhelm Natusch (23 de febrero de 1912-11 de marzo de 1999) fue un deportista alemán que compitió en vela en la clase Dragon. Participó en dos Juegos Olímpicos de Verano en los años 1952 y 1956, obteniendo una medalla de bronce en Helsinki 1952 en la clase Dragon.

## Palmarés internacional
| Juegos Olímpicos | Juegos Olímpicos     | Juegos Olímpicos  | Juegos Olímpicos |
| Año              | Lugar                | Medalla           | Clase            |
| ---------------- | -------------------- | ----------------- | ---------------- |
| 1952             | Helsinki (Finlandia) | Medalla de bronce | Dragon           |